# Bertucce di Gibilterra

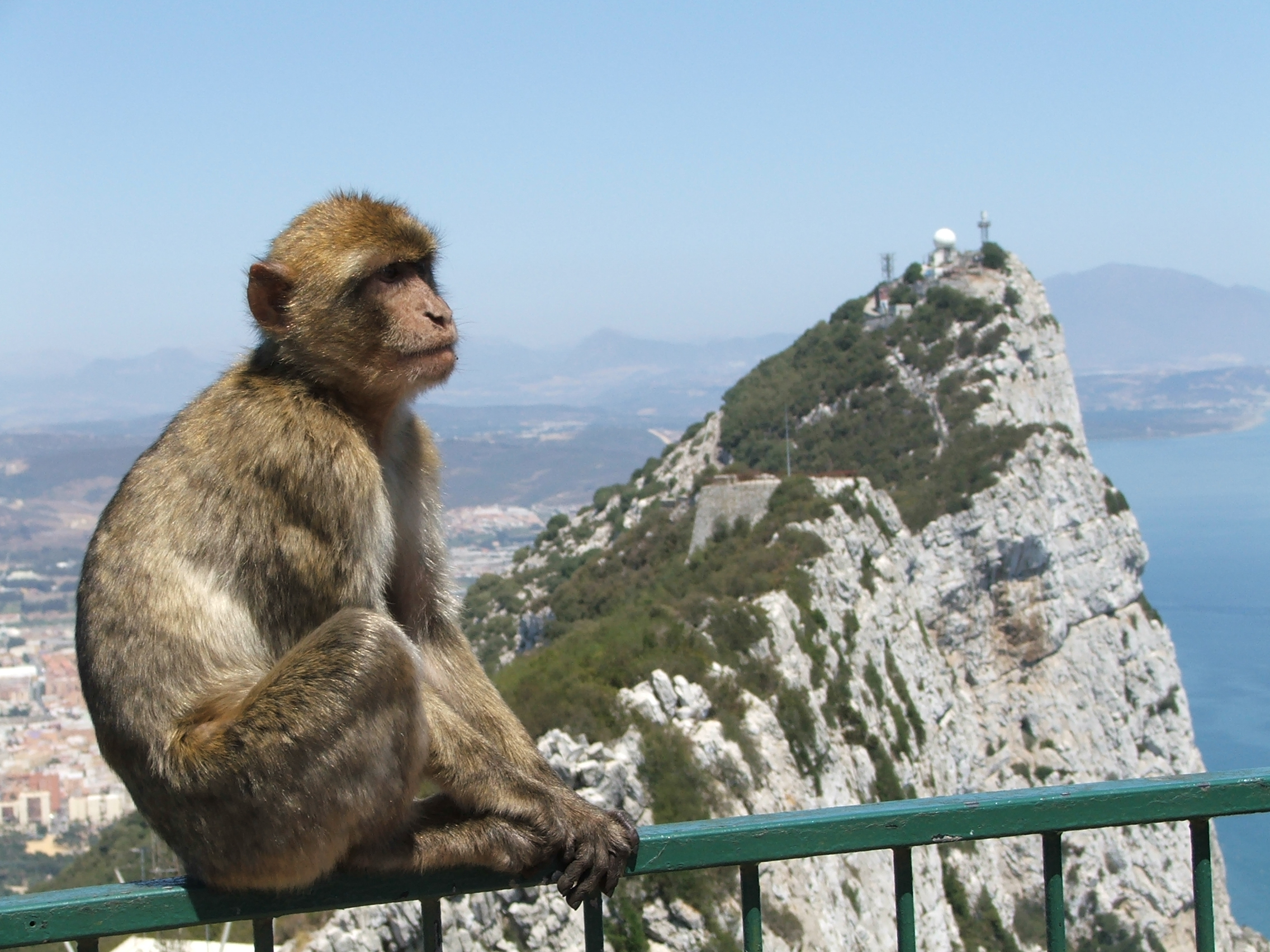
Una bertuccia in posa, sullo sfondo: la Rocca

Le bertucce di Gibilterra, specie Macaca sylvanus, sono l'unica popolazione di scimmie selvatiche in Europa. Nel territorio d'oltremare britannico di Gibilterra ne sono presenti circa 200, divisi in 5 gruppi che si trovano nelle zone più alte della Rocca, pur non disdegnando ogni tanto delle scorribande in città, dove gli abitanti le chiamano monos, ossia "scimmie" in llanito.
Le bertucce sono considerate il simbolo della colonia, che dal 1988 ha proprio questo animale raffigurato sulla moneta da 5 pence.

## Scimmie europee
È opinione diffusa fra gli studiosi giustificare la presenza delle bertucce a Gibilterra con l'introduzione da parte degli Arabi, che occuparono la zona tra il 711 ed il 1492: altri studiosi attribuiscono agli antichi Romani l'introduzione di questi animali in Europa, mentre i più estremisti sostengono che queste scimmie siano invece autoctone, discendendo dalle popolazioni di bertucce che abitavano l'Europa meridionale cinque milioni e mezzo di anni fa, durante il Pliocene.

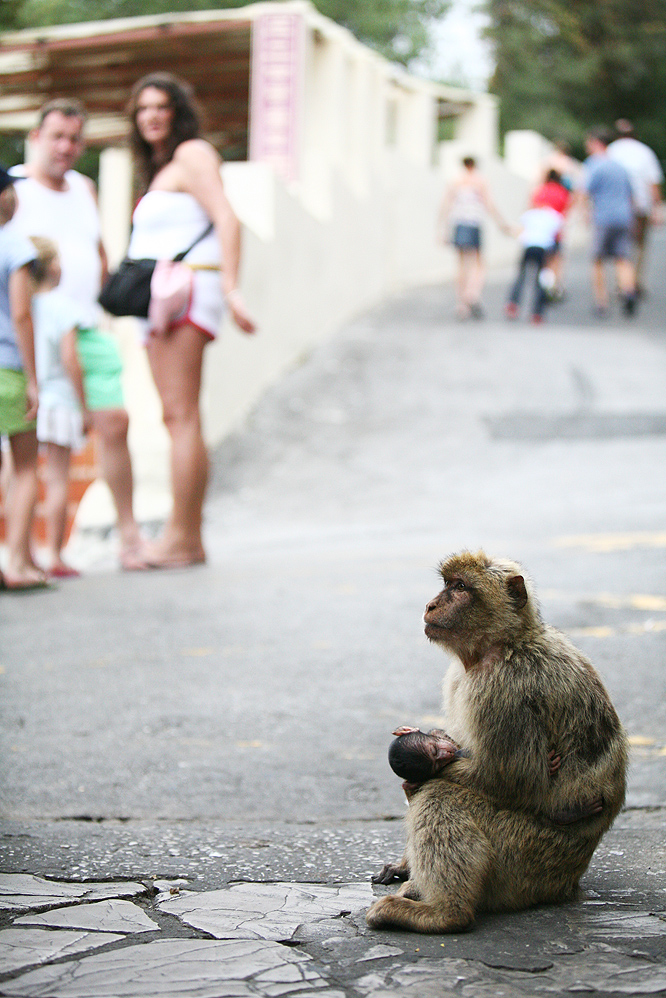
Turisti osservano una bertuccia in città

Quale che sia l'opzione giusta, la presenza di questi animali a Gibilterra è molto anteriore alla conquista della rocca da parte degli inglesi nel 1704. Già nel 1610 Portillo parlava delle bertucce che vivevano sulle alture della rocca, mentre nel 1782 lo storico spagnolo Ayala diceva che nessun cannone, sia quello saraceno che quello spagnolo od inglese, avrebbe potuto mandar via le scimmie dalla rocca. Indipendentemente dalla loro origine, esse rappresentano gli unici primati, a parte l'uomo, a vivere semi-liberi in Europa.

## Importanza economica e interazione con l'uomo
Le bertucce sono uno dei fattori d'attrazione per i turisti che visitano Gibilterra. D'altro canto la crescita del turismo costituisce una minaccia per la stabilità dei gruppi di scimmie, interferendo coi loro legami sociali e rendendo questi animali (tipicamente piuttosto selvatici e scontrosi) dipendenti dall'uomo, con conseguenti episodi di aggressione per ottenere cibo o furti di cibo nelle case. Per arginare il problema, il governo gibilterrino ha dichiarato illegale nutrire le bertucce, punendo i trasgressori con ingenti sanzioni pecuniarie.

## La protezione delle bertucce
La popolazione di bertucce di Gibilterra fra il 1915 ed il 1991 era posta sotto il controllo dell'esercito britannico: la protezione di questi animali fu affidata al reggimento di stanza nella colonia.
Un ufficiale veniva appositamente scelto per monitorare l'unico gruppo iniziale, la salute dei suoi componenti ed eventualmente fornire cibo qualora ce ne fosse scarsità. Le nuove nascite venivano segnalate sul gazzettino militare e ad ogni neonato veniva dato un nome, generalmente quello di un governatore o di un militare d'alto rango:
gli esemplari malati o feriti venivano soccorsi al Royal Naval Hospital.

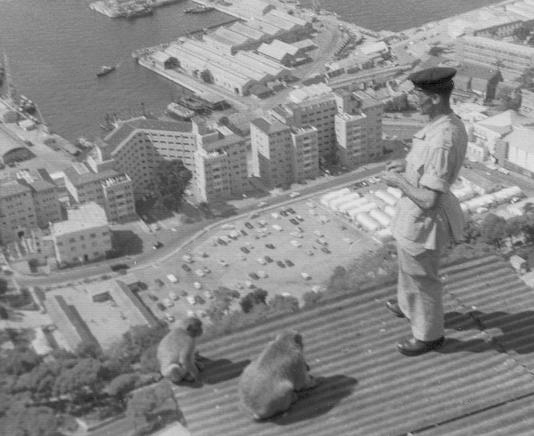
Alfred Holmes con due bertucce mentre osserva il panorama

I militari addetti alla cura delle scimmie furono, in ordine cronologico:
- tenente Bill Parker della Royal Artillery (1944 – ?)
- maggiore W. O. Skelton della Royal Artillery (1951 ca.)
- Gunner Wilfred della Royal Artillery (1940 ca. - 1960)
- sergente Alfred Holmes del Gibraltar Regiment (1958 ca. – 1986 ca.)
- soldato Kenneth Asquez del Gibraltar Regiment (1986 ca. – 1991)

Dopo il ritiro della guarnigione inglese di stanza a Gibilterra, la cura delle bertucce è passata al governo della colonia, il quale ha incaricato la Gibraltar Ornithological and Natural History Society (GONHS), coadiuvata da alcuni veterinari, di continuare l'opera fatta dai militari.
Ogni giorno alle bertucce viene fornita una razione di acqua e di frutta, vegetali e granaglie, in addizione a ciò che gli animali possono trovare in natura (foglie, olive, fiori, semi e radici). Periodicamente, ogni animale viene pesato e controllato per verificarne lo stato di salute: ogni esemplare possiede un tatuaggio ed un microchip per l'identificazione, oltre che una scheda personale con registrati tutti i parametri (dimensioni, peso, età e altri dati).

## Nella cultura di massa
Una storiella racconta che Gibilterra sia collegata all'Africa tramite un canale sotterraneo di 24 km che attraversa lo stretto: fu proprio attraverso questo canale che le scimmie colonizzarono la rocca provenendo dal Marocco.
Una credenza popolare racconta che, fin quando questi animali vivranno sulla rocca, Gibilterra resterà sotto il controllo britannico: questa credenza è così radicata nella società inglese che nel 1942, quando a causa della seconda guerra mondiale la popolazione di bertucce era calata a soli 7 individui, l'allora primo ministro inglese Winston Churchill ordinò di importare a Gibilterra esemplari di bertuccia dai vicini Marocco ed Algeria.